# Glandularia maritima
Glandularia maritima är en verbenaväxtart som först beskrevs av John Kunkel Small, och fick sitt nu gällande namn av John Kunkel Small. Glandularia maritima ingår i släktet Glandularia och familjen verbenaväxter. Inga underarter finns listade i Catalogue of Life.